# 广州邮政博览馆
广州邮政博览馆位于中国广州市沿江西路43号，是一个集展览、收藏和销售于一体的综合性邮政博览馆。

## 历史
其所在大楼始建于清朝光绪23年（1897年）时为大清邮局所在地，中华民国元年（1912年）11月9日毁于火灾，1916年在原址重建，1938年因战争再遭火灾，次年由杨永堂设计按原状修复，于1942年1月完工。曾先后作为广东邮务管理局、邮电部广州邮局和广州市邮政局办公楼使用。
1999年被公布为广州市文物保护单位，2002年5月13日辟为邮政博览馆对外开放，2002年7月17日晋升为第四批广东省文物保护单位。

## 建筑
大楼坐北向南，呈梯形，古典欧式建筑风格。南面为主楼，共三层半(半层为地下室)高18米；北楼为副楼，高两层（现改为三层），建筑面积1740平方米。

## 展览
现时展览馆面积1500平方米，一楼为集邮展销中心；二楼展厅展示中国邮政通讯发展历史和广州邮政历史变迁；三楼展厅展示广州邮政发展历程和未来展望。

### 举办展览
- 2023年4月20日-5月21日 寻踪豹影 卡地亚猎豹主题展览

## 公共交通
- 巴士：文化公园总站、南方大厦站
- 地铁：广州地铁6号线、八号线文化公园站

## 邻近建筑
- 南方大厦（城外大新公司）
- 塔影楼
- 粤海关旧址
- 沙基惨案纪念碑
- 广州文化公园